# Desperate Fight Records
Desperate Fight Records fue un sello discográfico independiente, existente entre 1993 y 2000, en la ciudad de Umeå, Suecia. Fue fundado y operado por José Saxlund y Dennis Lyxzén.
El sello se enfocó en las bandas locales de hardcore punk (Umeå Hardcore) ligadas a un estilo de vida straight edge y vegetariano/vegano. A su vez, la promoción de estas fue tanto individual como colectiva –véase la trilogía–.
Sus últimos lanzamientos fueron The Jehova Congress de "Eclipse" (con futuros miembros de Cult of Luna) y "TEXT" (formada tras el quiebre de Refused). En 2012, Desperate Fight lanzó en vinilo 12" The Welfare Year de "Out Of Vogue", nueva banda liderada por Saxlund.
Actualmente, Lyxzén dirige el sello Ny Våg.

## Discografía
| - DFR#1: Abhinanda – Darkness of Ignorance (1993) - DFR#2: V/A – Straight Edge as Fuck (1994) - DFR#3: Doughnuts – Equalize Nature (1994) - DFR#4: Abhinanda – Senseless (1994) - DFR#5: Shield – Build Me Up... Melt Me Down... (1994) - DFR#6: Final Exit – Teg (1995) - DFR#7: Purusam – Outbound (1995) - DFR#8: Abhinanda – Neverending Well of Bliss (1995) - DFR#9: V/A – Straight Edge as Fuck Part II (1995) - DFR#10: Shield – Vampiresongs (1996) - DFR#11: Separation – 5th Song (1996) - DFR#12: Saidiwas – Saidiwas (1996) - DFR#13: Purusam – The Way of the Dying Race (1996) - DFR#14: Step Forward – It Did Make a Difference (1996) | - DFR#15: Final Exit – Umeå (1996) - DFR#16: Abhinanda – Abhinanda (1996) - DFR#17: Saidiwas – All Punk Cons (1997) - DFR#18: V/A – Straight Edge as Fuck Part III (1997) - DFR#19: Separation – Separation (1997) - DFR#20: Plastic Pride – Daredevil I Lost (1997) - DFR#21: Purusam – Daybreak Chronicles (1998) - DFR#22: Plastic Pride – No Hot Ashes (1998) - DFR#23: Abhinanda – The Rumble (1999) - DFR#24: Eclipse – The Jehova Congress (2000) - DFR#24: Out Of Vogue – The Welfare Year (2012) - DFR#25: TEXT – Text (2000) - DFR#26: TEXT – Sound Is Compressed; Words Rebel And Hiss (2000) |

### Otros
Lanzamientos distribuidos y licenciados por Desperate Fight.
- V/A – Salmons Of Hort (1995, Ampersand Records #4)[7]
- The Fitzgeralds – Ninja Boy (1996, Ampersand Records #9)[8]
- Adhesive – Prefab Life (1997, Ampersand Records #16)[9]
- Pridebowl / Adhesive split – No Better, No Worse (1997, Bad Taste Records #21)[10]